# Punisher

Das Punisher-Logo

Der Punisher (engl.: Bestrafer) ist eine fiktive Figur und Antiheld in den Marvel Comics. Er ist ein Verbrecherjäger, der Selbstjustiz ausübt und auch vor gewalttätigen Praktiken wie Töten, Entführung, Erpressung, Nötigung und Folter nicht zurückschreckt. Angetrieben durch den Mord an seiner Frau und seinen Kindern, führt Frank Castle einen Rachefeldzug gegen alle Verbrecher. Als Kriegsveteran ist Castle ein Meister in Nahkampf, Tarnung, strategischer Planung und im Benutzen verschiedener Waffen.

## Publikationsgeschichte

### Einführung
Seinen ersten Auftritt hatte der Punisher 1974 in Amazing Spider-Man Nr. 129. Dieser Comic wurde von Gerry Conway geschrieben und von Ross Andru gezeichnet. Das Aussehen des Punishers wurde allerdings von John Romita Sr. entworfen. In der Geschichte war der Punisher anfänglich ein Feind von Spider-Man, allerdings nur, weil er vom Superschurken Schakal manipuliert wurde, der diesem einredete, dass Spider-Man ein Verbrecher sei. Die Figur des Punishers war von Beginn an äußerst erfolgreich und hatte während der 1970er-Jahre Gastauftritte in mehreren Spider-Man-Heften und auch anderen Marvelserien.

### Erste Serie
In den frühen 1980er Jahren schlugen der Zeichner Mike Zeck und der Autor Steven Grant vor, eine eigene Punisher-Comicserie zu veröffentlichen. Marvel hatte zuerst Mühe mit der Idee eines Serienhelden, der kaltblütig Verbrecher tötete. Da aber zu der Zeit die Kriminalitätsraten in den USA stark anstiegen, entschloss sich der Verlag, versuchsweise eine Miniserie zu publizieren, sie aber nicht zu bewerben. Die erste Ausgabe erschien im Januar 1986 und war angekündigt als erstes von vier Heften. Da diese Ausgabe aber in kürzester Zeit ausverkauft war, entschloss sich Marvel, die Miniserie auf fünf Hefte zu erweitern und sie auch zu bewerben.
Im Jahr darauf (1987) erschien die erste dauerhafte Serie unter dem Namen The Punisher. Zu Beginn wurde diese Serie von Mike Baron geschrieben und von Klaus Janson gezeichnet. Die Serie brachte es im Zeitraum Juli 1987 bis Juli 1995 auf insgesamt 104 Ausgaben und generierte zwei dauerhafte Ablegerserien: The Punisher War Journal (vol. 1) (80 Ausgaben, November 1988 bis Juli 1995) und The Punisher War Zone (41 Ausgaben, März 1992 bis Juli 1995). Zudem erschien zwischen November 1989 und September 1990 16 Ausgaben eines Schwarzweiß-Comics namens The Punisher Magazine, und 1990 startete das Heft The Punisher Armory (10 Ausgaben), welches ein fiktives Tagebuch des Punishers zum Inhalt hatte. Der Punisher erschien zudem in mehreren Einzelbänden (sogenannten One Shots), Miniserien und hatte häufig Gastauftritte in anderen Marvelcomics.

### Niedergang
Im Jahr 1995 stoppte Marvel alle laufenden Punisher-Serien wegen schlechter Verkaufszahlen. Es wurde im gleichen Jahr noch ein Neustart mit einer neuen Serie unter altem Titel (The Punisher) versucht. Sie wurde von John Ostrander geschrieben und in ihr arbeitete der Punisher scheinbar bereitwillig für das organisierte Verbrechen und bekämpfte die X-Men sowie Nick Fury. Zwischen November 1998 und Februar 1999 schrieb Christopher Golden eine Miniserie bestehend aus vier Ausgaben, die einen von den Toten auferstandenen Punisher als übernatürliches Wesen mit Engeln und Dämonen zeigte.

### Aufschwung
Unter dem Label Marvel Knights entstand zwischen April 2000 und März 2001 eine aus zwölf Ausgaben bestehende Miniserie von Autor Garth Ennis und Zeichner Steve Dillon, welche eine gehörige Portion schwarzen Humor aufwies, was sich positiv auf die Beliebtheit der Figur auswirkte. Es ergab sich eine dauerhafte Serie, die es zwischen August 2001 und Februar 2004 auf insgesamt 37 Ausgaben brachte. Abgelöst wurde diese Serie im Jahr 2004 durch eine immer noch von Ennis geschriebene Serie unter dem Marvellabel MAX, das sich vor allem an erwachsene Leser richtet.
Seit November 2006 gibt es eine neue Serie unter dem Titel The Punisher War Journal (vol.2), geschrieben von Matt Fraction und gezeichnet von Ariel Olivetti. Die ersten drei Ausgaben handeln in der serienübergreifenden Geschichte der Marvel's Civil War.

### Marvel-MAX-Serie
Die Marvel-MAX-Version des Punishers spielt ebenfalls im Marveluniversum, allerdings in einer Version ohne Superhelden.
In der Miniserie Born von Garth Ennis und Darick Robertson wird Castles frühere Teilnahme am Vietnamkrieg ausgeleuchtet. Der Einzelband Punisher: The Tyger von Ennis und John Severin geht sogar noch weiter und zeigt, dass Castle während seines ganzen Lebens von Mördern, Toten und Kriminellen umgeben war. Die MAX-Version des Punishers altert in Echtzeit, womit er älter als andere Marvelfiguren ist. In dieser Serie ist er beinahe sechzig Jahre alt, aber in einem äußerst guten körperlichen und gesundheitlichen Zustand. Dieser Punisher war laut Autor Ennis während dreißig Jahren als Verbrechensbekämpfer unterwegs und hat tausende von Menschen umgebracht.

## Entstehung des Charakters
Der Punisher (alias Frank Castle) entstand bei einem schönen Picknick im Park mit seiner Familie, als Verbrecher auftauchten, die angeheuert wurden, um Frank zu erschießen, da dieser als einziger Cop des Reviers nicht käuflich war. Die Verbrecher erschossen alle, nur Frank überlebte schwer verletzt. Nachdem er sich von seinen Wunden erholt hatte, schwor Frank, jedem Kriminellen das Handwerk zu legen.
In einer alternativen Version, die auch die gängigste Hintergrundgeschichte wurde, war Castle ein hochdekoriertes Mitglied der U.S. Marines. Seine Kinder wurden bei einem Picknick durch Zufall Zeugen eines Mafia-Mordes, und da sie keine Zeugen gebrauchen konnten, schossen die Mafiaschergen die gesamte Familie nieder. Nur Castle überlebte und schwor den Verbrechern Blutrache, wobei ihm seine Kenntnisse im Nahkampf, militärische Taktik und schweren Waffen zugutekamen.
Der Punisher ist ein Meister des Gebrauchs von Militärwaffen und ein unerreichter Nahkämpfer, dem selbst Superhelden nur wenig entgegenzusetzen haben. Anders als klassische Superhelden richtet der Punisher die Kriminellen gnadenlos hin und begründete so die Kategorie der Antihelden in Comics mit. Der Punisher ist einer der wenigen Superhelden, die keine Superkräfte besitzen. Ähnlich wie Batman treibt ihn sein Drang nach Gerechtigkeit an. Die anderen Marvelhelden dulden den Punisher mehr oder weniger, verachten aber seine Methoden. Einmal versuchten Spider-Man, Daredevil und Wolverine gemeinsam, ihn zu stoppen, was allerdings misslang.

## Figuren

### Sidekick
Microchip: Micro ist der erste Sidekick des Punishers und war schon Anfang der 1990er Jahre dessen Gefährte. Beide verbindet ein ähnliches Schicksal: Der Punisher hatte seine gesamte Familie durch Gangster verloren, Micro seinen Sohn. Micro ist der typische Sidekick in Form eines Technikgenies. Micro präpariert und baut die Ausrüstung für den Punisher wie etwa dessen Battle Van und viele kleinere Gimmicks. Die Beziehung zwischen Micro und dem Punisher ist vor allem deswegen interessant, weil sie völlig verschiedene Charaktere sind. Dies zieht auch Konflikte nach sich wie beispielsweise in der „Punisher Warzone“-Reihe, in der Micro den Punisher nach einem Streit für etliche Wochen verlässt, aber letzten Endes doch zurückkehrt. Mittlerweile ist Micro ganz aus der Serie verschwunden. Im ersten Handlungsstrang der Punisher-Geschichten unter dem „MAX“-Label, welches für erwachsene Comicgeschichten gedacht ist, tauchte Micro noch einmal auf (Jahre nach seinem angeblichen Tod). Da er allerdings mit zwielichtigen Gestalten zusammenarbeitete, wurde er von Castle am Ende bestraft, also getötet.
Detective Soap: Soap ist der spätere Sidekick des Punishers. Er versorgt ihn oft unfreiwillig mit Informationen über die Mafia und andere Kriminelle. Im Gegenzug rettete der Punisher bereits mehrmals Soaps Leben. Interessant wird die Beziehung zwischen Soap und dem Punisher, weil Soap den Punisher eher fürchtet und nie wirklich klar wird, wie Frank zu Soap steht. In der bis vor kurzem aktuellen Comic-Serie „Welcome back Frank“ wurde Soap dank des Punishers zum Polizeichef befördert, da dieser ihm kompromittierende Fotos des vorherigen Polizeichefs aushändigte. Soap erfreute sich insgesamt einer größeren Popularität als Micro. Nachdem die Serie aber zum MAX-Label wechselte, wurde auch Soap aus den Handlungen entfernt, da seine Natur als eher lustiger Sidekick nicht zur neuen Ausrichtung passte. Momentan hat der Punisher keinen Sidekick.

### Erzfeind
Einer der ärgsten Erzfeinde des Punishers ist Jigsaw. Einst ein gutaussehender Verbrecher mit Namen Billy Russo (im PC-Spiel John Saint) damals mit dem Spitznamen „The Beauty“, ist sein Gesicht nun schwer verstümmelt und von Narben überzogen. Er erhielt dieses Aussehen, als ihn der Punisher durch eine Panzerglasscheibe stieß. Er überlebte schwerverletzt, aber von seinem Gesicht war nicht mehr genug übrig, um es vollständig wiederherzustellen. Daraufhin richtete er sein gesamtes Bestreben darauf, Frank Castle zu beseitigen. Im Film Punisher: War Zone wird Jigsaw von Schauspieler Dominic West dargestellt. Naturgemäß hat der Punisher wenige wiederkehrende Gegenspieler, da er die meisten von ihnen – früher oder später – tötet; am häufigsten kommt ihm die Polizei (seltener Spider-Man) in die Quere. Trotz seines Hasses auf alles Kriminelle musste Castle häufig widerstrebend mit anderen Verbrechern zusammenarbeiten, etwa um seine Waffen zu schmuggeln oder Informationen zu erhalten.

## Verfilmungen
- In der ersten Punisher-Verfilmung (The Punisher, 1989) wurde er von Dolph Lundgren dargestellt. Regie führte Mark Goldblatt. Der Punisher tritt in diesem Film ohne sein Erkennungszeichen, den Totenschädel auf seiner Brust, auf. Der Film lief in Deutschland in einer um ca. 5 Minuten geschnittenen Version.

- Im Jahr 2004 kam ein neuer Film (The Punisher) in die Kinos, diesmal verkörperte Thomas Jane den Punisher. Der Film wurde erst nach mehreren Schnitten freigegeben.

- Im Jahr 2008 gab es unter dem Titel Punisher: War Zone eine Fortsetzung. Regie führte diesmal Lexi Alexander und Ray Stevenson schlüpfte in die Rolle des Punishers. Der Film floppte in den USA und erschien in Deutschland direkt auf DVD und Blu-Ray.

- 2012 präsentierte Thomas Jane auf der San Diego Comic Con den selbstproduzierten 10-minütigen Kurzfilm The Punisher: Dirty Laundry, in dem er nach 8 Jahren wieder in die Rolle des Antihelden schlüpft. Jane erklärte, er habe den Film produziert, weil er nach wie vor eine große Leidenschaft für die Figur des Punisher habe. Neben Thomas Jane ist unter anderem auch Ron Perlman in einer Nebenrolle zu sehen[1]

- Im August 2014 erschien Avengers Confidential: Black Widow & Punisher auf Blu-Ray & DVD. In diesem Anime wird der Punisher von Black Widow und S.H.I.E.L.D. in Gewahrsam genommen und gezwungen, mit ihnen zusammenzuarbeiten, um eine terroristische Organisation aufzuhalten.

- In der zweiten Staffel der erfolgreichen Fernsehserie Marvel’s Daredevil, einer Zusammenarbeit von Netflix und Marvel Studios, die im März 2016 erschien, übernahm Jon Bernthal die Rolle des Frank Castle. Es handelt sich um den ersten Auftritt der Figur im Marvel Cinematic Universe.

- Im Juli 2016 kündigte Netflix mit Marvel’s The Punisher eine eigenständige Serie an. Im November 2017 erschien die erste Staffel mit 13 Folgen. Jon Bernthal spielt wie schon in der zweiten Staffel von Marvel’s Daredevil die Hauptrolle des Frank Castle. 2019 erschien die zweite und zugleich letzte Staffel.

- 2025 kehrte Bernthal im Rahmen der ersten Staffel von Daredevil: Born Again als Frank Castle zurück.

## Videospiele
Es sind mindestens sechs Spiele offiziell unter dem Punisher-Logo erschienen. Es gab eine ganze Serie von Shootern für die Nintendo Systeme Game Boy, NES und SNES, einen weiteren Shooter für den Commodore Amiga, ein vor allem taktisch angesiedeltes PC-Spiel von Microprose, ein Beat ’em up für Spielautomaten von Capcom und eines für den PC sowie alle aktuellen Konsolen von Volition beim Publisher THQ.
The Punisher (1990, von The Edge für Commodore Amiga)
Das Spiel ist ein Shooter-Game im Stil solcher Titel wie „Operation Wolf“ oder „Operation Thunderbolt“. Die Hauptfigur ist nicht sichtbar und unbeweglich. Der Spieler hat nur die Möglichkeit, ein Fadenkreuz über Mauseingabe auf dem Bildschirm zu verschieben und auf zufällig erscheinende Gegner zu schießen. Manchmal ist es auch möglich, an Abzweigungen die Bewegungsrichtung, sprich das nächste Bild, zu wählen. Das Spiel wurde indiziert, da es als jugendgefährdend und menschenverachtend eingestuft wurde.
The Punisher (1993, von Capcom für Spielhallenautomaten)
Dieses Spiel basiert auf dem 1993 schon verbreiteten Capcom-Spiel Final Fight und weist Ähnlichkeiten zum Capcom-Spiel Alien vs. Predator auf, welches ebenfalls auf Final Fight basiert. Capcoms „The Punisher“ von 1993 ist somit ein Beat ’em up. Die Besonderheit aller Final-Fight-Klone besteht darin, dass man anders als im klassischen Beat’em Up nicht nur Duelle austrägt, sondern sich gleich mit ganzen Gruppen anlegt und außerdem auch auf Waffen und andere herumliegende Gegenstände zurückgreifen kann. Der Spieler hat die Möglichkeit, sich in die Rolle vom Punisher oder Nick Fury zu versetzen, der ein alter Kamerad des Punishers ist. Beide Charaktere unterscheiden sich allerdings nur grafisch und dienen vor allem dazu, das Spiel auch zu zweit spielen zu können. Capcom nutzt das Marvel-Szenario des Punishers nur in winzigem Maße. Viele Feinde kommen in den Comics nicht vor und aus den Comics bekannte Charaktere werden anders dargestellt. Die spieltechnischen Unterschiede zu Final Fight sind minimal. Die einzige Besonderheit des Spiels, anderen Beat’em Ups von Capcom gegenüber, sind die kurzen Szenen zwischen den Kämpfen, in denen die gewalttätige Natur des Punishers zum Vorschein kommt und wo sogar der brutale Fury geradezu harmlos erscheint.
The Punisher (2004, von Volition für Windows, Xbox und Playstation 2)
Dieses Spiel ist ein Third-Person-Shooter, in dem der Spieler die Rolle von Frank Castle, also dem Punisher, übernimmt. Das Spiel gilt als extrem umstritten und ist in mehreren Ländern verboten worden. Sogar in Polen, wo keine offizielle Altersbegrenzungen für Spiele bestehen, wurde es als Spiel ab 18 Jahren gekennzeichnet. Anfangs geht es im Spiel darum, einige Gangster zu töten. Doch dann bahnt sich ein Krieg in der Unterwelt an, in den Straßenbanden, die italienische und russische Mafia, die Yakuza und die Gangster des Kingpins involviert sind. Letzten Endes führt alles auf einen altbekannten Erzfeind des Punishers hinaus. Die Story stützt sich entfernt auf die bei Erscheinen aktuelle Comicserie „Welcome back Frank“, und so tauchen Charaktere wie Detective Soap, Molly, „der Russe“, Joan und Dave auf. Es sind auch einige Parallelen zum ebenfalls 2004 erschienenen Film erkennbar, der an der gleichen Comicreihe anlehnt. Erzählt wird die Geschichte größtenteils in Form von Franks Geständnissen in einem polizeilichen Verhör. Das Spiel ist technisch gesehen ein Third-Person-Shooter im Stil von Max Payne, jedoch um gewisse kontroverse „Features“ erweitert. Vor allem die Verhöre haben dafür gesorgt, dass das Spiel auf dem Index gelandet ist. Es ist beispielsweise möglich, Feinden auf dem Gesicht herumzutreten, sie mit einem Gabelstapler anzufahren oder viele andere solche Aktionen auszuführen. Diese müssen „behutsam“ kontrolliert werden, damit das Opfer nicht stirbt, bevor man Informationen erhält. Das Spiel ist eines der wenigen, die ohne Verzögerung auf dem deutschen Index gelandet sind. Auch in Amerika musste das Spiel entschärft werden, so dass ein Farbfilter über die brutalsten Tötungsmethoden gelegt wurde. Die Meinungen zum Spiel sind geteilt. Zum einen ist das Spiel offensichtlich extrem gewalttätig und brutal, doch vor allem Fans der Comics betonen, dass alles durch eine moralische Basis gestützt wird und mit der aus den Comics bekannten Ironie entschärft wird.

## Rezeption
T-Shirts mit dem Punisher-Logo, einem stark stilisierten Totenschädel mit weit nach unten gezogenen Schneidezähnen, sind in unterschiedlichen Szenen sehr beliebt. In jüngster Zeit tritt das Punisher skull genannte Emblem insbesondere in den USA als Erkennungszeichen von rechtsextremen Anhängern der so genannten White Supremacy und Vertretern von Verschwörungstheorien um QAnon in Erscheinung. Das Symbol wird manchmal auch von amerikanischen Polizeiangehörigen verwendet, um sich ohne Dienstabzeichen gegenseitig zu erkennen.